# Atylus levidensus
Atylus levidensus is een vlokreeftensoort uit de familie van de Atylidae. De wetenschappelijke naam van de soort is voor het eerst geldig gepubliceerd in 1956 door J.L. Barnard.